# César voor beste debuutfilm
De César voor beste debuutfilm (Frans: César du meilleur premier film) is de César-filmprijs die jaarlijks wordt uitgeraakt aan de beste debuutfilm. Deze César werd voor het eerst uitgereikt in 1982, toen nog onder de naam César de la meilleure première œuvre. Van 2000 tot 2005 werd deze César uitgereikt als César de la meilleure première œuvre de fiction. Vanaf 2006 werd dit César du meilleur premier film.

## Laureaten en nominaties

### Jaren 80
- 1982: Diva - Regie: Jean-Jacques Beineix
  - Le Jardinier - Regie: Jean-Pierre Sentier
  - Neige - Regie: Jean-Henri Roger et Juliet Berto
  - Une affaire d'hommes - Regie: Nicolas Ribowski
- 1983 : Mourir à trente ans - Regie: Romain Goupil
  - Josepha - Regie: Christopher Frank
  - Lettres d'amour en Somalie - Regie: Frédéric Mitterrand
  - Tir groupé - Regie: Jean-Claude Missiaen
- 1984 : Rue Cases-Nègres - Regie: Euzhan Palcy
  - Le Dernier combat - Regie: Luc Besson
  - Le Destin de Juliette - Regie: Aline Issermann
  - La Trace - Regie: Bernard Favre
- 1985 : La Diagonale du fou - Regie: Richard Dembo
  - Boy Meets Girl - Regie: Leos Carax
  - Marche à l'ombre - Regie: Michel Blanc
  - Souvenirs, souvenirs - Regie: Ariel Zeitoun
- 1986 : Le Thé au harem d'Archimède - Regie: Mehdi Charef
  - Harem - Regie: Arthur Joffé
  - La Nuit porte-jarretelles - Regie: Virginie Thévenet
  - Strictement personnel - Regie: Pierre Jolivet
- 1987 : La Femme de ma vie - Regie: Régis Wargnier
  - Black Mic-Mac - Regie: Thomas Gilou
  - Je hais les acteurs - Regie: Gérard Krawczyk
  - Noir et blanc - Regie: Claire Devers
- 1988 : L'Œil au beurre noir - Regie: Serge Meynard
  - Avril brisé - Regie: Liria Begeja
  - Flag - Regie: Jacques Santi
  - Le Jupon rouge - Regie: Geneviève Lefebvre
  - Le Moine et la sorcière - Regie: Suzanne Schiffman
- 1989 : La vie est un long fleuve tranquille - Regie: Étienne Chatiliez
  - Camille Claudel - Regie: Bruno Nuytten
  - Chocolat - Regie: Claire Denis
  - Drole d'endroit pour une rencontre - Regie: François Dupeyron

### Jaren 90
- 1990 : Un monde sans pitié - Regie: Éric Rochant
  - Peaux de vaches - Regie: Patricia Mazuy
  - La Salle de bain - Regie: John Lvoff
  - La Soule - Regie: Michel Sibra
  - Suivez cet avion - Regie: Patrice Ambard
  - Tolérance - Regie: Pierre-Henry Salfati
- 1991 : La Discrète - Regie: Christian Vincent
  - Halfaouine, l'enfant des terrasses - Regie: Férid Boughedir
  - Mado poste restante - Regie: Alexandre Abadachian
  - Outre mer - Regie: Brigitte Roüan
  - Un week-end sur deux - Regie: Nicole Garcia
- 1992 : Delicatessen - Regie: Marc Caro en Jean-Pierre Jeunet
  - Les Arcandiers - Regie: Manuel Sanchez
  - L'Autre - Regie: Bernard Giraudeau
  - Fortune express - Regie: Olivier Schatzky
  - Lune froide - Regie: Patrick Bouchitey
- 1993 : Les Nuits fauves - Regie: Cyril Collard
  - Nord - Regie: Xavier Beauvois
  - Riens du tout - Regie: Cédric Klapisch
  - La Sentinelle - Regie: Arnaud Desplechin
  - Le Zèbre - Regie: Jean Poiret
- 1994 : L'Odeur de la papaye verte - Regie: Anh Hung Tran
  - Cible émouvante - Regie: Pierre Salvadori
  - Le Fils du requin - Regie: Agnès Merlet
  - Les gens normaux n'ont rien d'exceptionnel - Regie: Laurence Ferreira-Barbosa
  - Métisse - Regie: Mathieu Kassovitz
- 1995 : Regarde les hommes tomber - Regie: Jacques Audiard
  - Le Colonel Chabert - Regie: Yves Angelo
  - Mina Tannenbaum - Regie: Martine Dugowson
  - Personne ne m'aime - Regie: Marion Vernoux
  - Petits arrangements avec les morts - Regie: Pascale Ferran
- 1996 : Les Trois Frères - Regie: Didier Bourdon en Bernard Campan
  - En avoir (ou pas) - Regie: Laetitia Masson
  - État des lieux - Regie: Patrick Dell'Isola en Jean-François Richet
  - Pigalle - Regie: Karim Dridi
  - Rosine - Regie: Christine Carrière
- 1997 : Y aura-t-il de la neige à Noël? - Regie: Sandrine Veysset
  - L'Appartement - Regie: Gilles Mimouni
  - Bernie - Regie: Albert Dupontel
  - Encore - Regie: Pascal Bonitzer
  - Microcosmos - Regie: Marie Perennou en Claire Nuridsany
- 1998 : Didier - Regie: Alain Chabat
  - L'Autre côté de la mer - Regie: Dominique Cabrera
  - Les Démons de Jésus - Regie: Bernie Bonvoisin
  - Ma vie en rose - Regie: Alain Berliner
  - La vie de Jésus - Regie: Bruno Dumont
- 1999 : Dieu seul me voit - Regie: Bruno Podalydès
  - L'Arrière pays - Regie: Jacques Nolot
  - Le Gone du Chaâba - Regie: Christophe Ruggia
  - Jeanne et le Garçon formidable - Regie: Olivier Ducastel en Jacques Martineau
  - La Vie rêvée des anges - Regie: Érick Zonca

### Jaren 2000
- 2000 : Voyages - Regie: Emmanuel Finkiel
  - La Bûche - Regie: Danièle Thompson
  - Les Convoyeurs attendent - Regie: Benoît Mariage
  - Haut les cœurs ! - Regie: Solveig Anspach
  - Karnaval - Regie: Thomas Vincent
- 2001 : Ressources humaines - Regie: Laurent Cantet
  - Nationale 7 - Regie: Jean-Pierre Sinapi
  - Scènes de crimes - Regie: Frédéric Schoendoerffer
  - La Squale - Regie: Fabrice Genestal
  - Stand-by - Regie: Roch Stéphanik
- 2002 : No Man's Land - Regie: Danis Tanovic
  - Grégoire Moulin contre l'humanité - Regie: Artus de Penguern
  - Ma femme est une actrice - Regie: Yvan Attal
  - Le Peuple migrateur - Regie: Michel Debats, Jacques Perrin en Jacques Cluzaud
  - Une hirondelle a fait le printemps - Regie: Christian Carion
- 2003 : Se souvenir des belles choses - Regie: Zabou Breitman
  - Carnages - Regie: Delphine Gleize
  - Filles perdues, cheveux gras - Regie: Claude Duty
  - Irène - Regie: Ivan Calbérac
  - Mon idole - Regie: Guillaume Canet
- 2004 : Depuis qu'Otar est parti… - Regie: Julie Bertucelli
  - Il est plus facile pour un chameau... - Regie: Valeria Bruni Tedeschi
  - Père et fils - Regie: Michel Boujenah
  - Qui a tué Bambi ? - Regie: Gilles Marchand
  - Les Triplettes de Belleville - Regie: Sylvain Chomet
- 2005 : Quand la mer monte... - Regie: Gilles Porte en Yolande Moreau
  - Brodeuses - Regie: Éléonore Faucher
  - Les Choristes - Regie: Christophe Barratier
  - Podium - Regie: Yann Moix
  - Violence des échanges en milieu tempéré - Regie: Jean-Marc Moutout
- 2006 : Le Cauchemar de Darwin - Regie: Hubert Sauper
  - Anthony Zimmer - Regie: Jérôme Salle
  - Douches froides - Regie: Antony Cordier
  - La Marche de l'empereur - Regie: Luc Jacquet
  - La Petite Jérusalem - Regie: Karin Albou
- 2007 : Je vous trouve très beau - Regie: Isabelle Mergault
  - Les Fragments d'Antonin - Regie: Gabriel Le Bomin
  - Mauvaise foi - Regie: Roschdy Zem
  - Pardonnez-moi - Regie: Maïwenn Le Besco
  - 13 Tzameti - Regie: Gela Babluani
- 2008 : Persepolis - Regie: Marjane Satrapi en Vincent Paronnaud
  - Ceux qui restent - Regie: Anne Le Ny
  - Et toi, t'es sur qui ? - Regie: Lola Doillon
  - Naissance des pieuvres - Regie: Céline Sciamma
  - Tout est pardonné - Regie: Mia Hansen-Løve
- 2009 : Il y a longtemps que je t'aime - Regie: Philippe Claudel
  - Home - Regie: Ursula Meier
  - Mascarades - Regie: Lyes Salem
  - Pour elle - Regie: Fred Cavayé
  - Versailles - Regie: Pierre Schoeller

### Jaren 2010
- 2010 : Les Beaux Gosses - Regie: Riad Sattouf
  - Le Dernier pour la route - Regie: Philippe Godeau
  - Espion(s) - Regie: Nicolas Saada
  - La Première Étoile - Regie: Lucien Jean-Baptiste
  - Qu'un seul tienne et les autres suivront - Regie: Léa Fehner
- 2011 : Gainsbourg, vie héroïque - Regie: Joann Sfar
  - Simon Werner a disparu - Regie: Fabrice Gobert
  - L'Arnacœur - Regie: Pascal Chaumeil
  - Tout ce qui brille - Regie: Géraldine Nakache en Hervé Mimran
  - Tête de Turc - Regie: Pascal Elbé
- 2012 : Le Cochon de Gaza - Regie: Sylvain Estibal
  - 17 filles - Regie: Delphine en Muriel Coulin
  - Angèle et Tony - Regie: Alix Delaporte
  - La Délicatesse - Regie: Stéphane en David Foenkinos
  - My Little Princess - Regie: Eva Ionesco
- 2013 : Louise Wimmer - Regie: Cyril Mennegun
  - Augustine - Regie: Alice Winocour
  - Comme des frères - Regie: Hugo Gélin
  - Populaire - Regie: Régis Roinsard
  - Rengaine - Regie: Rachid Djaïdani
- 2014 : Les Garçons et Guillaume, à table ! - Guillaume Gallienne
  - La Bataille de Solférino - Justine Triet
  - En solitaire - Christophe Offenstein
  - La Fille du 14 juillet - Antonin Peretjatko
  - La Cage Dorée - Ruben Alves
- 2015 : Les Combattants - Thomas Cailley
  - Elle l'adore - Jeanne Herry
  - Fidelio, l'odyssée d'Alice - Lucie Borleteau
  - Party Girl - Marie Amachoukeli, Claire Burger, Samuel Theis
  - Qu'Allah bénisse la France - Abd Al Malik
- 2016 : Mustang - Deniz Gamze Ergüven
  - L'Affaire SK1 - Frédéric Tellier
  - Les Cowboys - Thomas Bidegain
  - Ni le ciel ni la terre - Clément Cogitore
  - Nous trois ou rien - Kheiron Tabib
- 2017 : Divines - Houda Benyamina
  - Cigarettes et Chocolat chaud - Sophie Reine
  - La Danseuse - Stéphanie Di Giusto
  - Diamant noir - Arthur Harari
  - Rosalie Blum - Julien Rappeneau